# ぬ

En la escritura japonesa, los caracteres silábicos (o, con más propiedad, moraicos) ぬ (hiragana) y ヌ (katakana) ocupan el 23.er lugar en el sistema moderno de ordenación alfabética gojūon (五十音), entre に y ね; y el décimo en el poema iroha, entre り y る. En la tabla a la derecha, que sigue el orden gojūon (por columnas, y de derecha a izquierda), se encuentra en la quinta columna (な行, "columna NA") y la tercera fila (う段, "fila U").
Tanto ぬ como ヌ provienen del kanji 奴.

## Romanización
Según los sistemas de romanización Hepburn, Kunrei-shiki y Nihon-shiki, ぬ, ヌ se romanizan como "nu".

## Escritura
| Escritura de ぬ | Escritura de ヌ |

El carácter ぬ se escribe con dos trazos:
1. Trazo que empieza siendo casi vertical, pero se curva hacia la derecha.
2. Trazo curvo que empieza en la parte superior del carácter, baja y a partir de ahí describe un arco de circunferencia muy amplio que acaba en un bucle. Salvo por el bucle, el carácter es exactamente igual a め.

El carácter ヌ se escribe con dos trazos:
1. Trazo compuesto por una línea horizontal y una curva que va hacia abajo a la izquierda, parecido al carácter フ.
2. Trazo diagonal hacia abajo a la derecha. Al contrario que en ス, los dos trazos se cortan.

## Otras representaciones
- Sistema Braille:

| ●● －－ ●－ |

- Alfabeto fonético: 「沼津のヌ」 ("el nu de Numazu")
- Código Morse: ・・・・
- Tennosuke. En la serie Bobobo, el personaje Tennosuke trata al símbolo como un Dios.

- Datos: Q40671
- Multimedia: ぬ / Q40671